# Hetényi Miklós
Hetényi Miklós Imre (Debrecen, 1906. november 5. – Stanford, 1984. október 31.) magyar-amerikai tervezőmérnök.

## Életpályája
Szülei: Hetényi Géza (1859-?) és Jakab Etelka (1864–1956) voltak. 1931-ben jó minősítésű építőmérnöki diplomát szerzett a Budapesti Műszaki és Gazdaságtudományi Egyetemen. Az egyetem elvégzése után az Óbudai-híd tervezési iroda tervező mérnökeként dolgozott. 1934-ben egyéves Smith Jeremiás ösztöndíjat nyert el, ugyanezév szeptemberében érkezett meg New Yorkba. Ösztöndíjas időszakának leteltével nem tért vissza Magyarországra. Az Egyesült Államokban telepedett le, ahol 1937-ben honosíttatta magát. 1936-ban PhD fokozatot szerzett gépészetből a Michigani Egyetemen Stephen Timosenko irányítása alatt. 1937–1946 között a Westinghouse Electric Corporation kutatólaboratóriumaiban dolgozott. 1946-ban a Northwestern Egyetem Műszaki Intézetének professzora lett. 1962–1972 között a Stanford Egyetemen tanított. 1972-ben nyugdíjba vonult.
Több amerikai kollégájával együtt megalapítottak a Society for Experimental Stress Analysis-t. 1967-ben munkásságát méltatva a társaság megalapította a Miklos Hetenyi díjat, melyet minden évben a társaság újságában megjelent legjobb kísérleti mechanikával foglalkozó cikk szerzője nyer el. Egyéb tagságai: tiszteletbeli tagja az Amerikai Gépészmérnökök Társaságának (Honorary Member of the American Society of Mechanical Engineers), a Kísérleti Mechanika Társaságnak (Society of Experimental Mechanics). Tiszteletbeli doktori címet kapott a Budapesti Műszaki Egyetemtől és a Glasglowi Egyetemtől (University of Glasglow).

## Művei
Beams on Elastic Foundation (1946) illetve a Handbook of Experimental Stress Analysis (1950). Ezenkívül több mint 70 tudományos művet publikált az elméleti és kísérleti mechanika tárgykörében.

## Fordítás
- Ez a szócikk részben vagy egészben  a   Miklós Hetényi című portugál Wikipédia-szócikk ezen változatának fordításán alapul.  Az eredeti cikk szerkesztőit annak laptörténete sorolja fel. Ez a jelzés csupán a megfogalmazás eredetét és a szerzői jogokat jelzi, nem szolgál a cikkben szereplő információk forrásmegjelöléseként.